# Hyposada zavattarii
Hyposada zavattarii là một loài bướm đêm trong họ Erebidae.